# 瑶田镇
瑶田镇，是中华人民共和国江西省吉安市永丰县下辖的一个乡镇级行政单位。

## 行政区划
瑶田镇下辖以下地区：
瑶田社区、都溪村、湖西村、瑶田村、水心村、秀元村、梁坊村、三龙村、三湾村和梅坑村。